# Glogovica (Fluss)
Die Glogovica ist ein Fluss in Kroatien. Sie entspringt beim gleichnamigen Ort Glogovica in Slawonien und führt Richtung Süden durch die Orte Grabarje und Podcrkavlje. Nach acht Kilometern erreicht sie die Stadtgrenze von Slavonski Brod. Sie fließt z. T. als Kanal weiter Richtung Süden und trennt dort das Stadtzentrum vom Stadtteil Naselje Glogovica und dem Städtischen Friedhof. In der Nähe der Mülldeponie der Stadt mündet sie schließlich nach knapp 15 km in die Save (und ist dort dementsprechend stark verunreinigt).
Während in den höher gelegenen Gebieten im Norden der Fluss eine Breite von knapp 15 m erreicht, so beträgt seine Breite in Slavonski Brod nur knappe 5 m. Da der Fluss in Slavonski Brod in der Nähe der Mülldeponie mündet, ist diese Gegend sehr schadstoffbelastet und das Wasser dementsprechend verschmutzt.
Die Gesamtlänge der Glogovica beträgt 15 km.